# Île aux Pigeons

Île aux Pigeons (Frans voor Duiveneiland) is een klein onbewoond eiland in het Franse overzeese gebied Saint-Pierre en Miquelon, gelegen voor de kust van het eiland Saint-Pierre in de Atlantische Oceaan. Het eiland beslaat een oppervlakte van ongeveer 0,0381 km2.

## Geografie
Île aux Pigeons is ongeveer 345 meter lang en 25 tot 280 meter breed. Samen met Île aux Marins, Île aux Vainqueurs en Grand Colombier, maakt Île aux Pigeons deel uit van een kleine eilandengroep rond Saint-Pierre.